# Castello di Nucetto
Il castello di Nucetto è una struttura architettonica medioevale situata in comune di Nucetto (Alta Val Tanaro).

## Storia

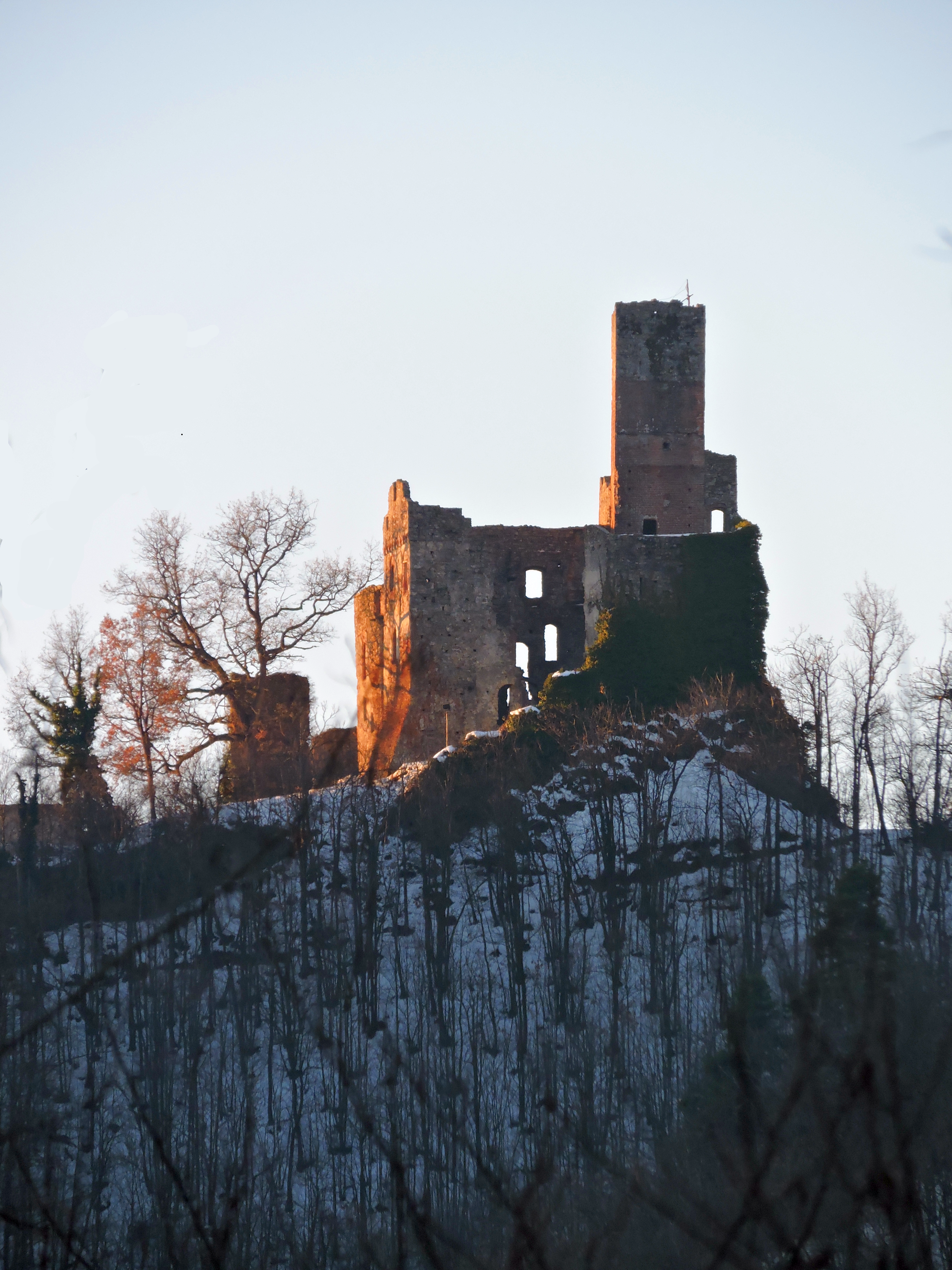
Vista dal fondovalle

Il borgo di Nucetto in passato aveva una discreta importanza strategica per la sua posizione nei pressi di un ponte sul fiume Tanaro che metteva in comunicazione Piemonte e Liguria. Il suo castello risale probabilmente al regno di Arduino e venne costruito attorno all'anno mille. Passò poi al ceppo dei marchesi di Ceva degli Aleramici (dai quali si originò successivamente il ramo dei Ceva di Nucetto), e venne poi potenziato e migliorato anche a livello estetico da Giorgio II di Ceva il Nano. Il castello fu seriamente danneggiato nel 1414 nel corso degli scontri tra i Savoia e il marchesato; a fine ostilità i marchesi di Ceva che recuperarono il controllo e lo restaurarono. L'edificio venne poi donato, assieme alla città di Asti, a Beatrice di Portogallo e, dopo che per il matrimonio con Carlo II di Savoia divenne duchessa, entrò a far parte del territorio sabaudo.
Durante le guerre napoleoniche il castello fu ancora brevemente coinvolto nelle ostilità e venne poi semidistrutto dalle truppe francesi per evitare che potesse essere utilizzato dalla coalizione nemica. Accanto al castello si trova una piccola chiesa dedicata ai santi Cosma e Damiano, che un tempo fu la parrocchiale di Nucetto ma che oggi risulta sconsacrata. Nel 2020 l'edificio è stato acquisito dal comune di Nucetto con l'obiettivo di valorizzarlo dal punto di vista turistico.

## Caratteristiche

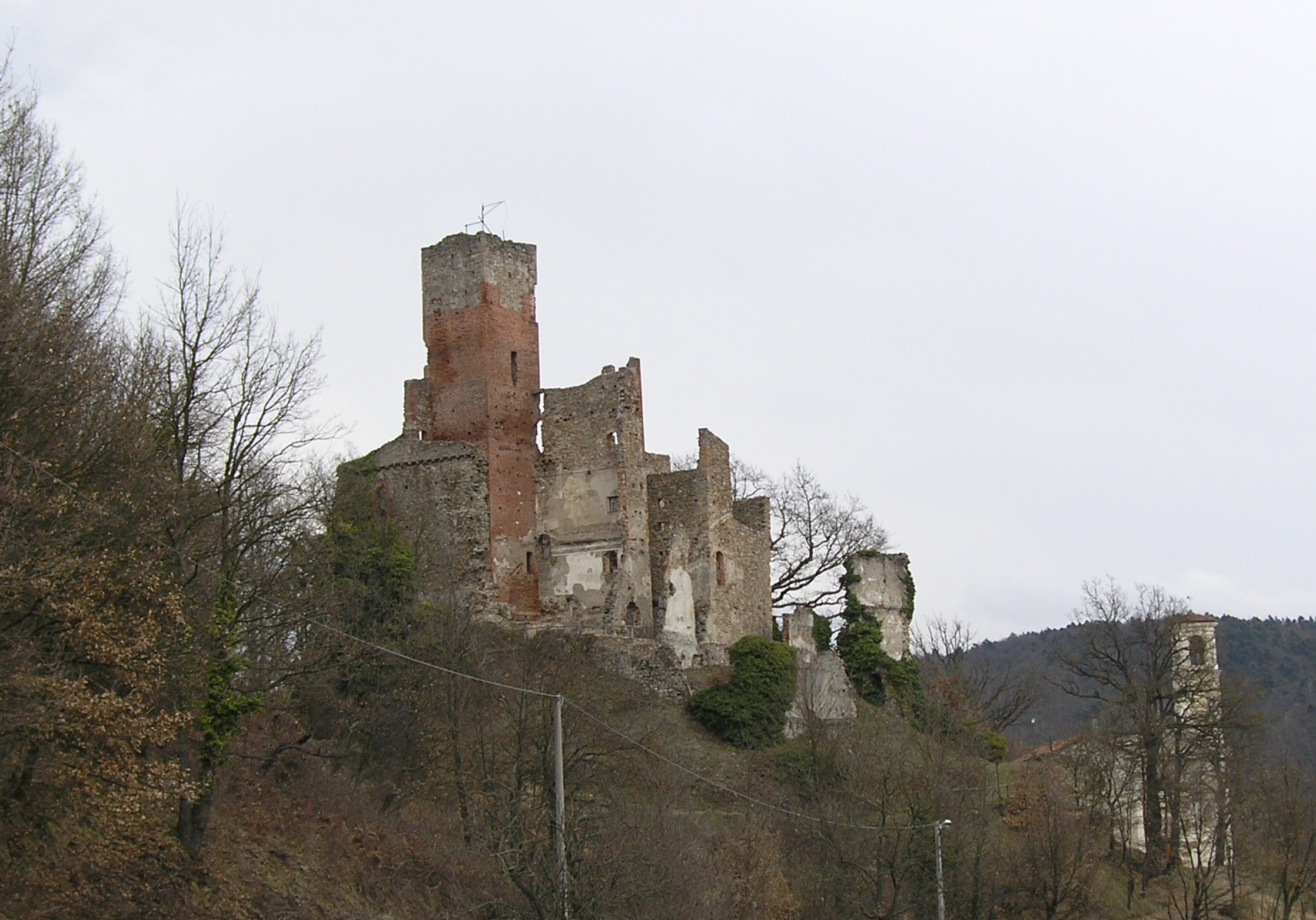
Vista d'insieme, a destra il campanile della chiesa dei santi Cosma e Damiano

Il castello si trova circa 600 m s.l.m. su un contrafforte montuoso che si stacca dallo spartiacque Mongia/Tanaro in direzione del solco principale della Val Tanaro, e sovrasta il centro di Nucetto. La posizione rilevata lo rende visibile a grande distanza. Dell'edificio rimangono in piedi un alto torrione e buona parte delle murature perimetrali.

## Utilizzo
Il castello, vista la sua posizione rilevata, offre un buon punto di vista sulla Val Tanaro. La zona è liberamente accessibile ma occorre fare attenzione al pericolo di crolli, dato lo stato precario dell'edificio. Da alcuni anni il comune di Nucetto organizza il Giro del Castello di Nucetto, una corsa podistica e una camminata ludico-motoria che toccano il castello.